# RNG电子竞技俱乐部
皇族电子竞技俱乐部（简称RNG）是一家成立于2012年5月的中国电子竞技俱乐部，该俱乐部当前以《英雄联盟》为主要项目，并有《Dota 2》、《王者荣耀》、《绝地求生》、《QQ飛車》等分部。其英雄联盟分部获得过五次英雄联盟职业联赛冠军（2016春、2018春夏，2021春，2022春），三次英雄联盟季中邀请赛冠军（2018年，2021年，2022年），并曾在2013与2014年获得英雄联盟全球总决赛亞軍。2018年RNG四名英雄联盟选手代表中国队登上雅加达亚运会并获得英雄联盟表演赛冠军。

## 名稱
RNG原名“皇族电子竞技俱乐部”，“皇族”一名来自该队创始人天赐在网络游戏《征途》所创建的公会名称，目前该俱乐部旗下各分部以“RYL”、“RNG”或“RNG.M”名义参加比赛。

## 英雄联盟分部
皇族电子竞技俱乐部英雄联盟分部，是皇族最早成立的电子竞技分部，现有RNG、RYL两支队伍，分别参加英雄联盟职业联赛和英雄联盟发展联赛。

### 历史

#### 2012赛季
皇族英雄联盟战队成立于2012年5月，分为一队（皇族）与二队（皇族天赐）。其队员由当时在皇族公会YY语音直播平台的数名主播（如简自豪（Uzi）等）组成。其所参加首个职业比赛是于2012年七月由电子竞技联盟所举办的Go4LoL Pro Asia Season 2。
2012年11月，皇族在腾讯举办的TGA大奖赛中打入决赛，最终1-2不敌Team WE屈居亚军。同月，皇族在共有16支队伍参赛的“Gunnar英雄联盟邀请赛”中接连战胜AG、LGD、OMG等队伍，并获得第一个线下职业比赛冠军。

#### 2013赛季
皇族战队在于2013年举办的首届英雄联盟职业联赛（LPL）中获得春季常规赛第五、夏季常规赛第二。并在随后的世界总决赛中国区预选赛中击败IG与OMG直接晋级S3总决赛的淘汰赛。
在S3总决赛上，皇族分别在四分之一决赛与半决赛中击败从小组赛杀出的OMG与Fnatic进入决赛，但在决赛中0-3不敌SKT T1而获得亚军。
S3结束后，由于如White、Tabe等队员选择退役，但LPL规定所有参加LPL季后赛的队员必须参加过LPL夏季赛，因此皇族只能放弃当赛季季后赛资格。PE战队因此直接晋级决赛并夺得当赛季冠军。

#### 2014赛季
2014年春季赛，皇族状态有所下滑，在常规赛中仅获第六名而无缘季后赛。在春季赛结束后，皇族解散原二队“皇族天赐”，并将原天赐队员转移至其在北美NA LCS中建立的新队伍“LMQ”中。同时皇族引进资本，战队冠名Star Horn并更名为“SH皇族”，并从韩国引进inSec、Zero两名外援。随后SH皇族以常规赛第三名晋级夏季季后赛，虽然在季后赛上两度不敌OMG获得季军，但在随后的S4全球总决赛中国区预选赛上2-0复仇OMG成功晋级世界赛。
在英雄联盟2014赛季全球总决赛中，虽然LMQ战队小组出局，但SH皇族则以五胜一负获小组头名，并在淘汰赛中击败同样来自中国的EDG、OMG两支队伍第二次晋级决赛，但在决赛中，SH皇族1-3不敌SSW（三星白队）从而再度获得亚军。由于连续两年在世界赛上淘汰本国战队并在决赛输给韩国队伍，皇族在当时遭到了诸多指责与争议。
2014年底，LMQ转让并重组为Team Impulse，至此皇族仅有SH皇族一支队伍。

#### 2015赛季
随着队内核心Uzi在2014年底转会OMG，SH皇族的成绩也在随后一落千丈。在2015年LPL春季常规赛中，SH皇族仅以5胜5平12负的成绩位列倒数第三，从而进入保级赛。在保级赛中，SH皇族更是0:3不敌Gamtee战队，降入英雄联盟甲级联赛。
在SH皇族降级之后，皇族俱乐部在2015年5月通过与VG、KING和GT电子竞技俱乐部的四方交易，获得了VG电子竞技俱乐部二队VG.P战队的LPL名额和部分KING、GT战队的选手后回归LPL，并建立了一支名为RNG (Royal Never Give Up，意为“皇族永不言弃”)的新队伍。
在2015年LPL夏季赛后，RNG再度进入保级赛，所幸其以3:2的惊险比分先后战胜Young Glory与2144 D，保留了LPL的名额。

#### 2016赛季
2015年结束后，RNG引入Mata、Looper两名前三星队员，以2016LPL春季赛常规赛B组第一的成绩晋级季后赛。在半决赛中，RNG 3:2 击败WE晋级决赛，之后更在决赛中3:1击败EDG，获得队史第一座LPL冠军奖杯。并获得2016英雄联盟季中冠军赛（MSI 2016）参赛资格。
在2016年的MSI上，RNG在小组赛阶段发挥出色，不仅在第一轮击败了2015年的世界赛冠军SKT，更以八胜二负小组头名晋级半决赛。然而在半决赛中，RNG以1:3不敌SKT，与闪电狼同获季军。
2016年LPL夏季赛开始之前，RNG与QG战队达成交易，使Uzi重返皇族。在随后的夏季赛上，RNG以13胜3负小组头名晋级并在半决赛中3:2击败IMAY进入决赛，但在决赛中0:3被EDG横扫。RNG从而以LPL赛区二号种子身份晋级当年世界赛。
在英雄联盟2016赛季全球总决赛的小组赛中，RNG以三胜三负成绩与北美Team SoloMid（TSM）战队并列第二名，但由于RNG双杀了TSM因此得以凭借胜负关系优势出线。但RNG在四分之一决赛中再度遭遇SKT，并以1:3的比分遭到淘汰。

#### 2017赛季
2017赛季开始之前，SH皇族重新将名称改为皇族战队，RNG阵中两名外援也选择离队。皇族将上单选手Letme（2015年夏季赛为RNG队员，之后下放至LSPL的SH皇族队）重新提升进RNG，并从YM战队中簽下辅助选手Ming，组成了当时LPL的第二支“全华班”。在2017年春季赛中，RNG以常规赛第一晋级季后赛并在半决赛中淘汰了EDG，但在决赛中，RNG 0:3不敌WE，再度获得亚军。
在2017年的英雄联盟洲际系列赛半决赛中，在OMG和EDG先后不敌台港澳赛区的闪电狼、AHQ，LPL以1:2落后LMS的情况下，RNG在第四局战胜了M17将比赛拖进决胜局，并最终由WE战胜闪电狼使LPL晋级决赛。在决赛中，RNG在第四局击败MVP战队，帮助LPL以3:1的总比分击败LCK夺冠。
2017年LPL夏季赛中，RNG以常规赛B组头名晋级，并在半决赛中3:2复仇WE，然而在决赛中RNG在一度以2:0领先的情况下被EDG让二追三，连续第三次屈居亚军，并再次以LPL二号种子身份晋级当年世界赛。
在英雄联盟2017赛季全球总决赛中，RNG发挥出色，在小组赛中双杀了后来获得冠军的SSG并以五胜一负小组第一的成绩晋级淘汰赛。在四分之一决赛中，RNG 3:1 战胜了Fnatic。而在半决赛中，RNG与SKT打满五局，最终2:3再度惜败SKT，止步四强；赛后教练Firefox更宣布引咎辞职，虽后来仍委以重任，但最终于2018年7月离开皇族俱乐部返回台湾，并于次月加入J Team成为总教练。

#### 2018赛季
2017赛季结束后，由于LPL取消升降级制度且老皇族战队始终未能从LSPL中升级，皇族对老皇族战队的阵容进行了大换血。而RNG则分别从Snake战队和LMS赛区的闪电狼队中签入Zz1tai、Karsa两名选手，并将原青训队一度以“炽热香炉”套路登顶韩服第一，并影响了之后的S7总决赛阵容走向的“走A怪”Able升入一线队担任替补。
在2018年LPL春季赛中，由于Uzi养伤缺席及队员磨合的缘故，RNG曾在第二、三周遭遇四连败，一度降至倒数第二。所幸之后队员状态回暖，最终得以以小组第三名晋级季后赛。
在春季季后赛中，Uzi与Mlxg复出，帮助RNG一路战胜WE、Snake等队，并在半决赛中3:2击败在常规赛中发挥极为出色的夺冠热门IG战队，而在与EDG的决赛中，RNG终于把握住了机会，以3:1的比分获得队史第二座LPL冠军奖杯。
在随后的MSI2018上，RNG在小组赛首轮仅积2分的情况下在第二轮实现全胜，并在加赛中战胜闪电狼以小组头名晋级淘汰赛，在之后的淘汰赛中分别以3:0与3:1击败Fnatic与KingZone夺冠，成为继2015年的EDG之后的第二支获得MSI冠军的中国战队，并结束了自那以后韩国英雄联盟战队在国际比赛BO5外战1106日不败的记录。
之后的德玛西亚杯珠海站夏季赛中，RNG派出多名替补队员，并最终在决赛中战胜败者组冠军BLG获得了2018年春季的第三个冠军奖杯。
在2018年的英雄联盟洲际系列赛中，LPL四支队伍均发挥出色直接晋级决赛，而在LPL与LCK的决赛中，RNG和RW分别击败了SKT和KZ，在决胜局中RNG战胜了Afreeca Freecs，帮助LPL成功卫冕该赛事冠军。
在2018年LPL夏季赛中，RNG在常规赛中排名东部第二，并在季后赛中先后战胜TOP与RW，与IG战队会师决赛，双方在决赛打满五局，RNG在第五局一度被迫两路高地且基地塔全掉的情况下上演惊天逆转，最终战胜IG战队获得队史首个LPL夏季赛冠军也是第三个LPL冠军，并以LPL赛区一号种子身份晋级当年世界总决赛。
在英雄联盟2018赛季全球总决赛中，RNG战队在小组赛中四胜两负，凭借与Cloud9战队的加赛以小组头名出线，但在随后的淘汰赛中止步八强。赛季后教練Heart因個人意向辭退離開RNG，上路姿態退役，Letme休息一年。战队簽約BLG前上單AmazingJ，从二队中提拔打野和AD选手，并且延请MAD战队教练绿茶（蔡尚精）作为主教练兼代理总教练。

#### 2019赛季
在2019年LPL春季赛上，Mlxg因身体原因暂时告别赛场，RNG以10胜5负积10分的成绩获得了常规赛的第四名，而在随后的季后赛第二轮的比赛上，以2:3不敌JDG，止步六强。
在春季赛上，由于队伍上单AmazingJ状态不好屡次发挥失常，3月21日，已经退役的姿态宣布复出，对阵老东家iG。但是并没有给队伍带来胜利，他们以1:2不敌iG，赛后姿态表示重新退役。
5月22日，RNG发布公告，宣布队内原上单选手Letme（严君泽）正式退役，随后，Letme发布微博长文告别，队友也向他表示了告别和祝福。
同日，在宣布Letme退役之后，RNG又公布了新的上单狼行与教练牛排的加入，与此同时，RNG主教练孙大永宣布正式卸任。。Langx作为SNG上单出战了LPL春季赛，期间取得了不错成绩。

7月16日，RNG发布公告，宣布队内打野兼队长Mlxg（刘世宇）正式退役。
在夏季赛上，RNG战队发挥出色，取得了常规赛第三名的成绩，在季后赛1/4决赛中，RNG以3:1击败了LNG战队，在半决赛中3:1击败了TES战队，与FPX会师决赛。决赛中，在先胜一局的情况下被FPX连扳三局，以1:3的比分不敌对手获得亚军，FPX辅助Crisp（刘青松）获得FMVP。值得一提的是，由于在春季赛上成绩不佳，RNG在春季赛的积分只有20分，若想获得冒泡赛资格，RNG至少要在夏季赛中获得季军的成绩，凭借着夏季赛的亚军积分90分，RNG获得了LPL赛区的2号种子，与1号种子FPX和3号种子iG共同出征S9世界赛。
S9抽签仪式中，RNG与SKT，FNC和CG分在C组，该组被外界称为“死亡之组”。在10月12日小组赛第一日的比赛中，RNG在揭幕战中战胜CG，Karsa获得本场MVP；第二日，RNG对战LCK夏季赛冠军SKT，在团战优势的情况下，被Faker的卡牌大师TP偷家，不敌对手；10月15日第三场战胜FNC，Uzi获得本场MVP。小组赛第一轮战罢，RNG以两胜一负暂居小组第二名。
10月19日小组赛第二轮展开角逐，RNG首场对阵SKT，结果不敌对手被双杀；第二场对阵CG，依靠CG上单Huni的频繁失误有惊无险拿下比赛，Ming获得本场MVP，在前一场SKT爆冷被FNC兵不血刃拿下的情况下，RNG与FNC的战绩同为3-2，最后一场与FNC的比赛将会是一场生死战。在生死战中，FNC选出了派克辅助，RNG则选择璐璐辅助进行counter，结果效果不佳，2级被FNC打野拿下一血，全场逆风，最终无力回天输掉比赛，本局比赛中，RNG中单Xiaohu的瑞兹打出了2.2K的输出。最终RNG以3胜3负的成绩位列小组第三，无缘出线。
2019年12月29日，在德瑪西亞杯中，RNG以3:1擊敗EDG，奪得德瑪西亞杯冠軍。

#### 2020赛季
在春季赛上，RNG排名常规赛第七，季后赛首轮1:3不敌EDG出局。2020年4月30日，RNG下路選手簡自豪（ID:Uzi）和RNG合約到期，成為自由人。2020年6月1日，RNG宣布夏季赛大名单，简自豪（ID：Uzi）不在队中，疑似退役，引發網友們討論。6月3日，RNG下路選手簡自豪（ID:Uzi）在微博上宣佈，因個人身體原因正式退役。6月17日，RNG俱樂部宣佈前DMO的ad選手陳偉(ID:GALA)加入該俱樂部的英雄聯盟分部。RNG常規賽以8勝8負排名常規賽第九，宣告無緣季後賽。由於積分不足，意味著RNG無緣2020年的世界賽，這也是2015年RNG建隊以來第二次無緣世界賽。

#### 2021赛季
在2021LPL春季賽開始前，RNG官方宣佈前ES的打野選手閆揚威(ID:Wei)加入RNG英雄聯盟分部。2021LPL春季賽RNG發揮出色，以14勝2負排名常規賽第一，順利進入季後賽。
這一次季後賽採用了雙敗制度，也被稱為復活賽，也被稱為復活賽，有著復活賽之神稱號的RNG來說，非常令粉絲期待他們的成績，RNG春季賽的第一場季後賽迎戰排名常規賽第五的FPX，但是當時FPX的狀態更佳，以0-3敗給FPX，但是因為有雙敗制度的關係，所以可以再打多一場比賽，但是如果在輸的話，RNG將會提前離開春季賽，但是RNG沒有放棄，RNG以3-2戰勝TES，這場比賽被喻為最精彩的BO5之一，下一場比賽他們將迎戰他們一直以來的對手EDG，但是RNG穩住心態，以3-2戰勝EDG，順利進入LPL春季賽總決賽，這也是RNG事隔二年，再次進入LPL總決賽，而他們的對手就是以0-3戰勝他們的FPX。
很多人也不看好RNG會拿下冠軍，在總決賽上，RNG也做好功課迎戰FPX，雖然首局是由FPX拿下，但是RNG永不言棄，成功讓一追三戰勝FPX拿下冠軍，RNG也成為LPL春季賽唯一的三冠王，也代表LPL出征季中邀請賽MSI前往冰島。
事隔三年，RNG再次代表LPL出征季中邀請賽MSI，RNG在季中邀請賽MSI被分在A組，A組分別有LCL賽區的UOL、LCO賽區的PGG、越南賽區的GAM以及LPL賽區的RNG，但是越南賽區的GAM因為有些問題不能參加這次的季中邀請賽MSI。另外，RNG的主教練Tabe因為簽證問題未能跟隨隊伍前往冰島，Tabe只能遠端BP，在小組賽上，RNG以8勝0負全勝戰績進入對抗賽，但是在對抗賽以7勝3負的戰績排在所有隊伍中的第二名，在對抗賽中也發現了他們的問題，很多人擔心RNG以後的比賽發揮異常，但是RNG很快的處理了問題，在四強賽中，以3-1戰勝了來自PCS賽區的PSG進入決賽，也為LPL賽區爭取四個世界賽的名額，而他們的對手就是去年世界冠軍的LCK賽區的DK戰隊，在決賽中，兩邊打得有來有回打到決勝局，最後RNG戰勝了他們的對手DK戰隊，他們也是繼SKT後第二支MSI雙冠王的戰隊。
夏季賽開始前，RNG繼續沿用春季賽的陣容去迎戰夏季賽，開賽後沒多久，RNG以1勝5負的戰績排在聯賽的後半段，這段時間RNG遭到很多人的質疑，但是在短暫的調整後，RNG以九連勝成功進入前十名鎖定季後賽，但是在常規賽的最後一場比賽，他們還是不能戰勝他們的心魔，BLG，最終戰績鎖定在10勝6負，季後賽開始後，與RNG迎戰的隊伍是夏季賽的黑馬，LNG，但是RNG以1-3敗給了LNG，結束了夏季賽，但是因為在春季賽的時候，有足夠的積分進入全球總決賽資格賽，還是有進入全球總決賽的機會。
全球總決賽資格賽開始後，RNG迎戰的戰隊是WE，他們只需贏下WE，即可進入全球總決賽，最後RNG以3-0乾淨利落地贏下本場比賽，順利進入全球總決賽
RNG在全球總決賽被分配到C組，C組的成員有LCK賽區的HLE、PCS賽區的PSG和LEC賽區的FNC，最後RNG以5勝2負和小組第一的戰績進入淘汰賽，但是淘汰賽的對手正是同是LPL賽區的EDG，比賽進行期間，兩邊都打得有來有回，但是最終RNG還是不敵EDG以2-3結束了本次全球總決賽，最終成績為八強。

#### 2022賽季
2022LPL春季賽RNG保持稳定，以12勝4負排名常規賽第二。进入季后赛之后，RNG成功在首战让二追三击败JDG，胜者组决赛逆风翻盘战胜TES，并在总决赛成功击败从败者组杀回来的TES获得春季赛冠军，成为LPL引入双败制以来首个胜者组冠军。
2022MSI，RNG战队分组在B组，该小组有来自土耳其赛区IWC战队、巴西赛区RED战队和太平洋賽區PSG战队，最终全胜战绩小组出线，其中RNG GALA(陈伟)选手在对阵RED战队时，分别以路西恩，凱莎取得五杀，路西恩击杀数16破MSI击杀记录。
2022年5月29日晚上8时26分，来自LPL赛区的RNG 3:2战胜了来自LCK赛区的T1夺得了本次季中冠军赛的冠军，也成为第一支MSI三冠王的战队。

### RNG战队

#### 荣誉
冠军:
- 英雄联盟季中邀请赛(3)：2018年、2021年、2022年
- 英雄联盟职业联赛(5)：2016春、2018春、2018夏、2021春、2022春

- 德玛西亚杯(3)：2017夏、2018夏、2019冬
- 作为LPL赛区的代表：
  - 英雄联盟洲际系列赛(2)：2017年、2018年

亚军:
- 英雄联盟职业联赛(3)：2016夏、2017春、2017夏、2019夏

### RYL战队

#### 现役
| 姓名   | ID       | 位置 |
| ------ | -------- | ---- |
| 徐興祖 | Xiaoxu   | 上单 |
| 莫雄姿 | Lovely   | 打野 |
| 王自航 | Adeer    | 打野 |
| 林宇鴻 | Tangyuan | 中单 |
| 盧麒   | Asura    | ADC  |
| 張駿傑 | ZJJ      | ADC  |
| 趙民望 | Zap      | ADC  |
| 彭俊杰 | Reheal   | 辅助 |

#### 荣誉
冠军:
- Stars Arena(1):2012年
- Gunnar Invitational(1)：2012年

亚军:
- 英雄联盟全球总决赛(2)：2013年、2014年
- 英伟达游戏群英汇(1):2013年
- TGA大奖赛(1)：2012冬

## 与EDG的战绩
又称"猪狗大战"因RNG明星选手简自豪Uzi称呼为狗而EDG的选手明凯Clearlove又称为猪由此而来。

## 王者荣耀 RNG.M
RNG电子竞技俱乐部王者荣耀分部，现有RNG.M一支队伍，参加王者荣耀职业联赛。分部成立于2017年7月。基地位于上海市。

### 历史

#### 2017年
RNG.M战队前身是成立于2017年3月的WJY战队。在2017年KPL秋季赛预选赛中，WJY表现非常强势，他们保持在各大赛区的连胜之势，成为第二支获得2017年KPL秋季赛入围资格的战队。
2017年7月19日，WJY战队更名为RNG.M战队，并以该名义征战KPL。

#### 2018年
在KPL2018年秋季赛中，RNG.M在中期展现了强大的运营实力，创造了连胜24小局的KPL历史记录；但比赛后期由于版本更迭，RNG.M遭遇连败，最终止步六强。

#### 2019年
在2019年KPL春季赛，RNG.M以东部第二的身份杀入了胜者组。在胜者组首轮的比赛中，RNG.M以4比1的成绩爆冷击败了西部第一的GK，闯入胜者组决赛并且也以4比1的成绩战胜了胜者组决赛对手RW侠，进入总决赛。总决赛当天，RNG.M最终以2比4的成绩惜败了他们的对手eStarPro，位居亚军。

### 现役队员
2025夏季赛大名单：
| ID                         | 姓名     | 位置   | 国籍           |
| -------------------------- | -------- | ------ | -------------- |
| Royal Never Give Up Mobile |          |        |                |
| 洪洗象                     | 刘志潮   | 主教练 | 中华人民共和国 |
| 无忧                       | 管宇     | 助教   | 中华人民共和国 |
| 榆钱                       | 张沪健   | 助教   | 中华人民共和国 |
| 凉风有信                   | 孙晨     | 总经理 | 中华人民共和国 |
| 阿杰                       | 王杰     | 经理   | 中华人民共和国 |
| 樱花                       | 林子涵   | 对抗路 | 中华人民共和国 |
| 子意                       | 秦子意   | 打野   | 中华人民共和国 |
| 玖熙                       | 敖语思涵 | 中路   | 中华人民共和国 |
| 小羽                       | 刘佳宇   | 中路   | 中华人民共和国 |
| 极光                       | 周文强   | 发育路 | 中华人民共和国 |
| 海涅                       | 孙家俊   | 游走   | 中华人民共和国 |
| 晚星                       | 王恒鸿   | 游走   | 中华人民共和国 |
| 离洛                       | 孙龙清   | 游走   | 中华人民共和国 |

### 已离队
| ID     | 姓名   | 位置   | 转会至新队     | 国籍           |
| ------ | ------ | ------ | -------------- | -------------- |
| 伊恩   | 罗飞   | 对抗路 | 转会至QGHappy  | 中华人民共和国 |
| 阿杰   | 黄伟杰 | 对抗路 | 解约           | 中华人民共和国 |
| 一笑   | 万子旗 | 游走   | 退役           | 中华人民共和国 |
| 晚風   | 王浩   | 对抗路 | 轉直播部       | 中华人民共和国 |
| 星宇   | 李宇浩 | 中路   | 转会至WB       | 中华人民共和国 |
| 阿斗   | 黄红智 | 打野   | 暂退役         | 中华人民共和国 |
| Best   | 郑国浩 | 中路   | 转会至WE       | 中华人民共和国 |
| 初心   | 张家成 | 对抗路 | 转会至WE       | 中华人民共和国 |
| 热风   | 刘池豪 | 对抗路 | 解约           | 中华人民共和国 |
| Koko   | 张文科 | 游走   | 转会至TES      | 中华人民共和国 |
| 白羽   | 葛宜贺 | 对抗路 | 转会至ESG      | 中华人民共和国 |
| 暴风锐 | 刘伟杰 | 中路   | 转会至KSG      | 中华人民共和国 |
| Cat    | 陈正正 | 游走   | 转会至LGD大鵝  | 中华人民共和国 |
| 最初   | 龙志彪 | 游走   | 转会至AG超玩会 | 中华人民共和国 |
| 正義   | 譚瑋慆 | 游走   | 解约           | 中华人民共和国 |
| 凉晨   | 张奇   | 对抗路 | 解约           | 中华人民共和国 |

## 绝地求生分部
RNG电子竞技俱乐部绝地求生分部，现有RNG一支队伍。分部成立于2017年8月。基地位于江西省上饶市。

### 历史
2017年12月25日，绝地求生分部公布其队员名单。其中有多名队员来自前守望先锋分部。
2018年6月23日，XDD加入RNG绝地求生分部，但此人因曾疑似在该游戏中使用外挂而引发争议。而且因为年龄问题无法上场比赛。

### 现役队员
| 国籍 | ID         | 姓名           |
| ---- | ---------- | -------------- |
| 中国 | Loong      | 黄志龙         |
| 中国 | Rain       | 李海涛         |
| 中国 | Shuaishuai | 邓传弋         |
| 中国 | Zpyanl     | 周品言         |
| 中国 | Aak        | 施叶凯（替补） |
| 中国 | XiaoAlsy   | 姬诗宇（替补） |
| 中国 | TangDD     | 唐锦尧（替补） |
| 中国 | ugly       | 鄭柏齊（替補） |

### 教练组
| 国籍 | ID     | 姓名   | 职位 |
| ---- | ------ | ------ | ---- |
| 中国 | Tuanzi | 寿文君 | 经理 |
| 中国 | ELE    | 陈嘉亨 | 教练 |
| 中国 | Zeyan  | 蔺泽研 | 教练 |

## Dota 2分部
皇族第一次建立Dota2分部（RYL）是在2013年，参加了当时的红牛ECL联赛，但在小组赛中仅获1胜4负成绩被淘汰，之后不久该分部便宣告解散。
2018年皇族以“RNG”名义重建了Dota2分部，之后又建立了另一支名为“皇族”（Royal，与2013年同名）的队伍作为RNG的二队，后者现名为SAG（Sparking Arrow Gaming），已与皇族俱乐部无关。
RNG在2018-2019赛季的Dota职业巡回赛中打入了两个Minor赛事和一个Major赛事，并在2019年Dota 2国际邀请赛（TI9）的中国区预选赛中成功突围，成为第四支也是最后一支入围TI9的中国战队。

### 现役队员（RNG）
| 姓名                      | ID        | 位置      |
| ------------------------- | --------- | --------- |
| 陈国康                    | Ghost     | 1         |
| 路垚                      | Somnus丶M | 2         |
| 杨沈仪                    | Chalice   | 3         |
| 胡良智                    | kaka      | 4         |
| 叶建暐                    | xNova     | 5         |
| 阿纳森·彭（Anathan Pham） | ana       | 临时递补1 |

2022年Dota 2国际邀请赛后，RNG Dota2分部出售名额席位

## 守望先锋分部
皇族原有一支以"Royal"为名的守望先锋战队，于2017年解散。
2018年11月12日，「虎牙直播」发布成都「守望先锋联赛」战队品牌「成都猎人（Chengdu Hunters）」，并宣布该支队伍将由「虎牙直播」与RNG共同运营。
|}

## QQ飛車分部（RNG.M战队）（已解散）
以RNG.M參加中國QQ飛車職業聯賽（S聯賽）

### 團隊賽
2018秋季賽，大局第五局，小局第七局靠著隊員RNGM.雲海拿下本次比賽冠軍。
隊員RNGM.雲海獲得最佳競速選手
隊員RNGM.零獲得最佳道具選手
2019春季賽亞軍
2019世界電子競技大賽表演賽亞軍
2019秋季賽季軍
2020春季賽季軍
2020秋季賽亞軍
2021春季賽亞軍
2021秋季賽亞軍
2021年度總決賽季軍
2022春季賽亞軍
2022秋季賽殿軍
2022年度總決賽殿軍
2023春季賽六強
2023年8月28號，透過RNGM-QQ飞车分部微博宣布因營運問題而遺憾解散，隊員部分退役，部分轉會。

### 個人賽
RNGM.雲海在個人賽事中一共獲得了5次冠軍，也是在個人賽事中奪冠次數最多的選手
2019年
RNGM.雲海在對手先取得第二局賽點後絕地反擊，以總分2:1戰勝RSG.小鈺並獲得2019亞洲盃總冠軍，成為首屆亞洲車神
2020年
RNGM.雲海以總分2:1戰勝RSG.小鈺獲得2020車神賞金賽冠軍，並贏得49萬賞金
RNGM.雲海以總分2:1戰勝QG.寧清奪得2020亞洲盃總冠軍，並獲得亞洲杯冠軍專屬賽車皮膚——麥拉倫雲海
2021年
RNGM.雲海以總分2:1戰勝QG.寧清獲得2021車神賞金賽冠軍，並贏得超過50萬賞金
RNGM.雲海以總分2:0戰勝QG.寧清奪得2021亞洲盃總冠軍，並獲得亞洲杯冠軍專屬賽車皮膚——蘭博基尼雲海
雲海因個人原因並沒有參加2022、2023、2024年亞洲盃

### 歷史队员
| 国籍           | ID          | 姓名     | 位置 | 备注                                 |
| -------------- | ----------- | -------- | ---- | ------------------------------------ |
| 中华人民共和国 | RNGM.bodi   | 何开波   | 竞速 | 退役                                 |
| 中华人民共和国 | RNGM.千尋   | 張希淼   | 竞速 | 转会至JCR，後转会至WLG.EDGM          |
| 中华人民共和国 | RNGM.雲海   | 蔡浩然   | 竞速 | 轉會至RW                             |
| 中华人民共和国 | RNGM.逆欣   | 阮浩熙   | 竞速 | 轉會至WLG.EDGM，後轉會至KZ           |
| 中华人民共和国 | RNGM.逸官人 | 司徒逸帆 | 竞速 | 轉會至JCR，後轉會至WLG.EDGM          |
| 中华人民共和国 | RNGM.澈娃   | 林家庆   | 竞速 | 转会至KING，現已退役                 |
| 中华人民共和国 | RNGM.寸头   | 謝彬彬   | 竞速 | 轉會至WLG.EDGM，現已退役             |
| 中华人民共和国 | RNGM.小明   | 不詳     | 竞速 | 已退役，僅在2018年S聯賽夏季賽        |
| 中华人民共和国 | RNGM.筆芯   | 不詳     | 竞速 | 已退役，僅在2018年S聯賽夏季賽        |
| 中华人民共和国 | RNGM.小文   | 叶耀文   | 道具 | 不续约                               |
| 中华人民共和国 | RNGM.零     | 王天宇   | 道具 | 不续约                               |
| 中华人民共和国 | RNGM.朱古拉 | 姜馨豪   | 道具 | 轉會至RDG擔任教練，現已退役          |
| 中华人民共和国 | RNGM.乾淨   | 張浩鋒   | 道具 | 转会至RDG，後轉會至Q9擔任教練        |
| 中华人民共和国 | RNGM.信訴   | 陈昊偉   | 道具 | 退役                                 |
| 中华人民共和国 | RNGM.Bling  | 不詳     | 道具 | 已退役，僅在2018年S聯賽夏季賽        |
| 中华人民共和国 | RNGM.太阳   | 李奔宇   | 道具 | 转会至GK，現转至KZ                   |
| 中华人民共和国 | RNGM.荒帝   | 尤佳乐   | 道具 | 转会至KZ，並改名為荒火火，後轉會至AG |
| 中华人民共和国 | RNGM.石头   | 张文杰   | 道具 | 转会至KZ，並改名為笨魚               |
| 中华人民共和国 | RNGM.橙     | 袁佳敏   | 道具 | 退役                                 |
| 中华人民共和国 | RNGM.宇琼   | 杨开     | 道具 | 轉會至Q9，並改名為珉璨               |
| 中华人民共和国 | RNGM.大圣   | 温碧豪   | 道具 | 退役                                 |
| 中华人民共和国 | RNGM.念旧   | 林威雄   | 道具 | 轉會至RSG                            |
| 中华人民共和国 | RNGM.浩浩   | 陳佳浩   | 道具 | 退役                                 |
| 中华人民共和国 | RNGM.影子   | 钟京岸   | 道具 | 轉會至狼隊                           |
| 中华人民共和国 | RNGM.皓月   | 周皓     | 教練 | 轉會至AG                             |
| 中华人民共和国 | RNGM.濱长   | 谢云清   | 教練 | 退役                                 |